# Stanisław Radosz
Stanisław Radosz (zm. 2006) – polski działacz partyjny i państwowy, od 1 lipca 1978 do 31 maja 1980 wojewoda leszczyński.

## Życiorys
Urodził się w Kielcach, pochodził z Nowego Tomyśla. W latach 1963–1972 kierował Prezydium Powiatowej Rady Narodowej w Słupcy, w tym okresie w mieście intensywnie rozwinął się przemysł. Należał do Zjednoczonego Stronnictwa Ludowego, które w ramach umowy z PZPR obsadzało urząd wojewody leszczyńskiego do 1990. Był szefem Wojewódzkiego Komitetu ZSL. W 1975 wybrany do Wojewódzkiej Rady Narodowej w Lesznie, której został wiceprzewodniczącym. W 1978 zastąpił na stanowisku wojewody Eugeniusza Pacię, powołanego na wiceministra przemysłu spożywczego i skupu. W 1980 zastąpił go Bernard Wawrzyniak. W 1981 został zatrzymany razem z Pacią na polecenie MSW w toku tzw. „afery leszczyńskiej”.
Wyróżniony Odznaką „Zasłużony dla Powiatu Słupeckiego” (2002). Jego pamięci poświęcono tablicę pamiątkową na budynku starostwa powiatowego w Słupcy.